# セット (カードゲーム)

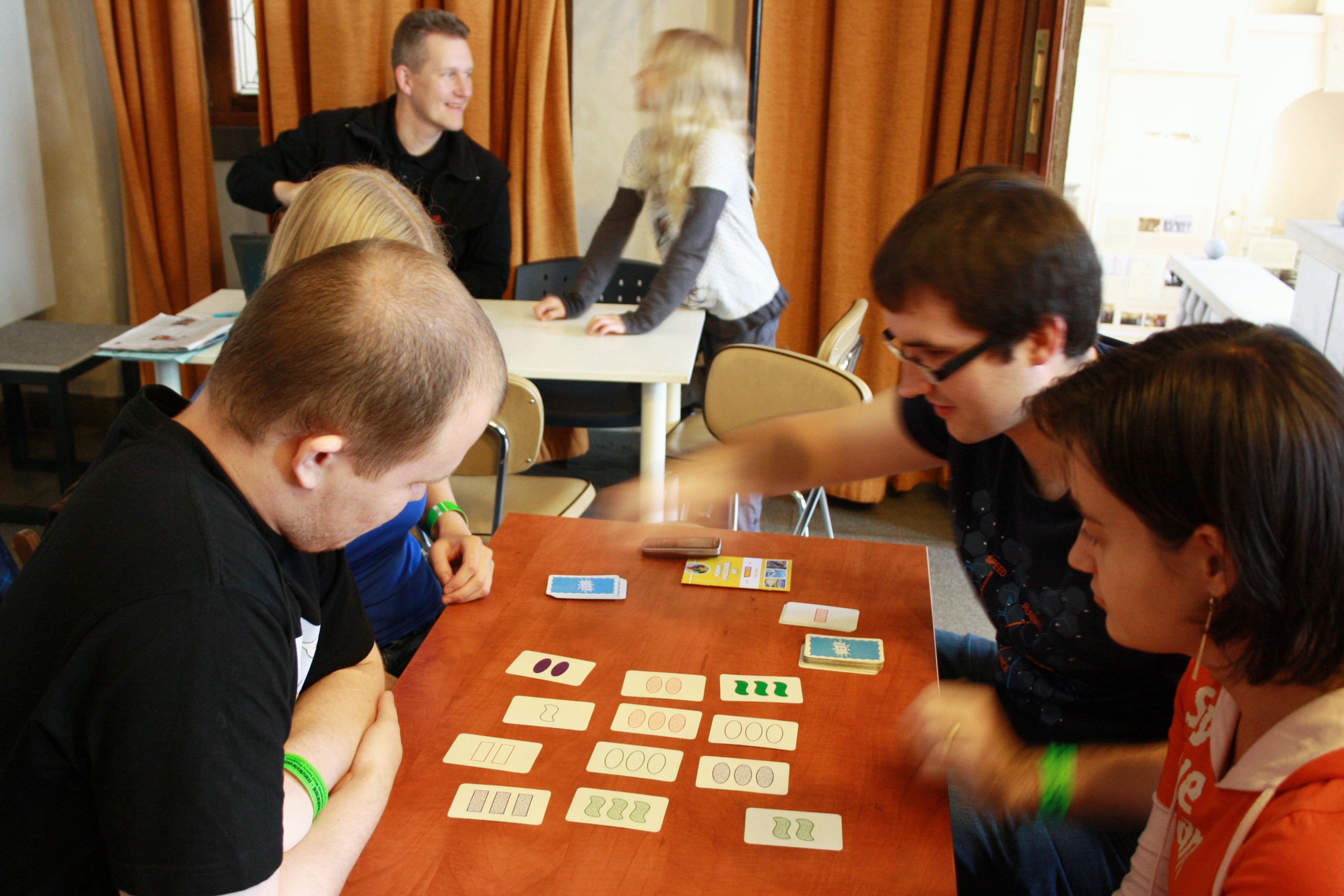
Set!

セットは、マーシャ・ファルコが考案し1991年にセット・エンタープライズから発売されたカードゲームである。1995年のドイツゲーム大賞で9位に入賞している。

## ゲーム内容

### カード構成とセット
セットのカードは、以下の4種類の要素をもった81枚で構成される。
- 数（1個・2個・3個）
- 形（長円・菱形・波型）
- 塗り方（枠のみ・縦線・塗りつぶし）
- 色（赤・緑・紫）

カードには可能な組合せがすべて存在しており、同じ組合せのカードは存在していない。
このゲームでは、以下の条件をすべて満たす3枚の組合せを「セット」と呼ぶ。
- 3枚のカードに描かれている図形の数が同じ、又は3枚のカードに描かれている図形の数がすべて違う。
- 3枚のカードに描かれている図形の形が同じ、又は3枚のカードに描かれている図形の形がすべて違う。
- 3枚のカードに描かれている図形の塗り方が同じ、又は3枚のカードに描かれている図形の塗り方がすべて違う。
- 3枚のカードに描かれている図形の色が同じ、又は3枚のカードに描かれている図形の色がすべて違う。

このルールは以下のように言い換えることができる
どれか1つだけ違っている組合せはセットにならない
以下の3枚はセットになる例である。
- 1つの赤い縦じまの菱形
- 2つの赤い塗りつぶされた菱形
- 3つの赤い枠のみの菱形

### 基本的な遊び方
ディーラーは場に12枚のカードを開いて並べる。
各プレーヤーはセットになるカードを見つけたら「セット」と宣言し、セットになる3枚のカードを指摘しその3枚を手元に置く。「セット」の宣言でカードが減った場合ディーラーは12枚になるまで場のカードを補充する。
もし、場の12枚のカードにセットになるものが存在しない場合、ディーラーは3枚ずつ場のカードを増やしていく。これをカードがなくなるまで繰り返し、場にセットが作れるカードが存在しなくなった時点でゲームは終了する。
多くのセットを集めたプレイヤーが勝ちである。

## バリエーション
基本的な遊び方のバリエーションの1つに「チェイン・セット」がある。これは、セットを取ったプレイヤーは次のセットを作るときに前に取ったセットのカードを1枚使用するというものである。プレイヤーによって作ることができるセットの可能性が変わるという特徴がある。
他に「メモリー・セット」という遊び方もある。これは、神経衰弱のようにカードを裏向きにテーブルの上に並べ、3枚をめくってセットになっていたら取ることができるというものである。
セットのルールを拡張したいくつかのルールも考案されており、背景を違う色で塗ったカードを3組利用した「メガ・セット」などのルールがある。

## セットの組合せ
- 任意の2枚のカードに対して、それとセットを構成するカードが存在する。
- 21枚以上のカードがある場合、最低1つのセットが存在する。
- 81枚のカードから26組の正しいセットを取り除いた場合、残った3枚もセットになる。